# Regne Unit al Festival de la Cançó d'Eurovisió
Regne Unit és un dels països amb més participacions en el Festival de la Cançó d'Eurovisió. Ha guanyat en 5 ocasions (1967, 1969, 1976, 1981 i 1997). També ha obtingut en 15 ocasions la segona posició, de manera que té el rècord del festival.
En 2019, el Regne Unit és el país que porta més anys participant ininterrompudament al certamen, des de 1959. Va debutar el 1957 i únicament es va absentar a l'edició inaugural i en 1958.
Són 40 les ocasions en les quals els britànics han aconseguit el TOP-10 de la gran final.

## Història

### Els 60
La dècada dels 60 va significar la consolidació del Regne Unit a Eurovisió, un concurs en el qual fins al moment triomfaven França, Països Baixos i Luxemburg. A part d'èxits en les classificacions del festival, els temes britànics van començar a tenir un fort èxit a nivell nacional i aviat a tot el món. Ja el tema de 1961 havia estat número 1 al Regne Unit. En 1964 i 1965, van obtenir la segona posició. En 1967, Sandie Shaw va aconseguir el primer premi amb Puppet on a string. El tema va ser número 1 al Regne Unit i a diversos països més, i es va popularitzar immediatament amb la seva traducció a altres idiomes (en castellà, Marionetas en la cuerda). Sandie va cantar descalça a Viena. Això va fer que l'any següent el concurs se celebrés al Royal Albert Hall de Londres, reflex de la popularitat del concurs al país. Cliff Richard va estar a punt de guanyar, superat per Espanya en 1 punt, i la seva cançó Congratulations ha estat un dels singles més venuts en la història del Regne Unit i del certamen. A Espanya, aquesta cançó va ser més venuda que La, La, La de Massiel. L'any següent tornaren a escollir una figura que començava a reeixir en el panorama musical anglès i internacional, Lulu. Va interpretar Boom Bang a Bang a Madrid i va guanyar empatada juntament amb França, Països Baixos i Espanya, i va ser número 2 en les llistes britàniques, i número 1 a Irlanda i Noruega entre d'altres. El domini d'Eurovisió per part del Regne Unit ja era palpable.

### Els 70
Aquesta dècada va ser bona per al país quant a resultats, gairebé sempre dins dels 5 millors i amb diversos podis, encara que amb un fort decaïment a finals d'aquesta.
En 1970, Mary Hopkin inicia el decenni en el segon lloc amb el tema Knock, knock, who's there?. En 1972, els britànics obtindrien el mateix lloc amb Beg, steal or borrow de The New Seekers; 1975 amb Let me be the one de The Shadows; i 1977 amb Rock bottom de Lynsey de Paul i Mike Habiten. En tant, Cliff Richard tornaria al festival el 1973 amb el tema Power to all our friends, amb el qual va obtenir el tercer lloc. Una altra participació destacada és la de la llavors desconeguda Olivia Newton-John, qui més tard seria un estel de nivell mundial, amb el tema Long live love, amb el qual va quedar en quarta posició el 1974.
En 1976, obtingueren la tercera victòria en la seva història amb el grup Brotherhood of Man i la seva cançó Save your kisses for me, els quals van aconseguir 164 punts, 17 per damunt de França. Aquest tema va ser escollit com un dels millors de la història del certamen en l'esdeveniment Congratulations: 50 years of the Eurovision Song Contest de 2005.
Els dos últims anys, no obstant això, representaren un fort retrocés. Així, el 1978 el grup Co-Co amb el tema The Bad old days se situaren a l'11è lloc, el més baix obtingut fins aquest moment, mentre que a l'any següent, el grup Black Lace amb la cançó Mary Ann obteningué un modest 7è lloc.

### Els 80
La dècada va començar en bona forma per al país, ja que van obtenir el 3r lloc en 1980 amb el tema Love enough for two del grup Primera Donna. En 1981, després de 5 anys d'espera, van guanyar el 4t títol de la seva història amb la cançó Making your mind up dels joves Bucks Fizz, no sense escàndol, ja que en una part de la seva presentació els homes del grup arrencaven la faldilla a les dones, deixant-les en minifaldilla. El tema es va convertir en un èxit no només a Europa sinó també en altres parts del món.
Després, va començar a decaure la participació britànica pel que fa a llocs obtinguts, fet que els va situar a la meitat de la taula, la qual cosa va millorar als dos últims anys de la dècada, en sumar novament segons llocs, el 1988 amb Go de Scott Fitzgerald, i el 1989 amb Why do I always get it wrong? del grup Live report.

### Els 90
El Regne Unit va començar la dècada dels 90 amb una cantant que passaria desapercebuda abans i després del festival. No obstant això, Emma amb Give A Little Love Back To The World va aconseguir un sisè lloc. A l'any següent hi va acudir amb Samantha Janus que, a part de cantant, té una important carrera d'actriu. El tema A Message To Your Heart només va poder ser desè, un daltabaix per als britànics. Els dos anys següents van suposar bones posicions amb sengles segones posicions de Michael Ball i Sonia. Després d'aquest èxit, hi van acudir molt il·lusionats el 1994 a Dublín. Per a això van triar Francis Rufelle i el tema We will be free (Lonely Symphony), que es va perfilar com una de les grans favorites i, a més, a pesar de quedar en el lloc 10è, ha estat diverses vegades triada com una de les cançons favorites del festival. L'any següent, Love City Groove, amb una cançó homònima, va aconseguir col·locar-se número 7 en les llistes britàniques, però al concurs no van convèncer i van quedar de nou dècims. 1996 va ser un any especial per al Regne Unit. Van decidir enviar-hi una cantant australiana, com van fer amb Olivia Newton-John, i a més amb un dels temes més moderns fins al moment Ooh Aah... Just A Little Bit. La cançó va ser número 1 en les llistes britàniques i va ser nominada a un premi Grammy dos anys més tard com a millor tema dance. No obstant això, a pesar de ser la clara favorita, Gina G, qui va lluir un vestit de Jean-Paul Gaultier, només va ser setena. Davant la desesperació, van recórrer a una banda popular, Katrina and the Waves, autors de Walking on sunshine, entre d'altres, i que portaven alguns anys de sequera. La cançó triada, Love shine a light, es recorda com un dels millors directes de la història del concurs, on l'experiència de Katrina va fer que aconseguís una xifra històrica de punts, 227, la major fins al moment, en un any on cinc països ja van utilitzar el televot. La cançó va fer un top 3 en les llistes britàniques i va ser la indiscutible guanyadora de 1997. Quan van fer d'amfitrions a Birmingham 1998 van obtenir un segon lloc, moment en què es pot dir que va acabar l'època en la qual el país britànic era sempre favorit a Eurovisió.

### El declivi britànic en el canvi de mil·lenni
A pesar de l'interès de la BBC pel festival d'Eurovisió, les posicions britàniques dels últims anys no havien estat molt favorables. Després del seu últim triomf, el 1997, van obtenir un 2n lloc el 1998 i a més un èxit de vendes per Imaani amb Where are you?. A partir d'aquí, va començar el procés de declivi, que va coincidir amb l'eliminació de la norma que cada país havia de cantar en un idioma propi, per la qual cosa qualsevol país podia fer-ho en anglès. En 1999, el grup Precious va quedar 12è. Els dos anys següents, 2000 i 2001, van quedar en 16a i 15a posició, respectivament, fet que ja suposava la pitjor ratxa del Regne Unit al certamen. Es van recuperar en 2002 amb Come Back de Jessica Garlick, que va obtenir el tercer lloc i va arribar al número 11 de les llistes britàniques. En 2003 van obtenir un històric 0 amb Cry Baby del duo Jemini, mentre alguns periodistes van acusar la política internacional del Regne Unit d'aquest resultat, oblidant els llocs obtinguts en les últimes edicions. El format A song for Europe, utilitzat per escollir representant des de feia anys, va ser substituït després del resultat de 2003 per Make your mind up. Els anys 2004, 2005, 2006, 2007 i 2008 els resultats van estar per sota de la meitat de la taula, 16è, 22è, 19è, 23è i 25è, de nou l'últim lloc. Així i tot, el tema de 2007, Flying The Flag va ser número 5 en la llista de vendes britànica.

### Noms consagrats o destacats i recuperació de les preseleccions
Després dels últims fracassos, encara que algunes persones aconsellaven la BBC retirar-se del festival, aquesta es va mantenir al concurs i va optar per enviar-hi músics amb una carrera reconeguda. En 2009 es va canviar la dinàmica del procés de preselecció. Es va encarregar expressament al prestigiós compositor Sir Andrew Lloyd Webber que escrivís una cançó per al concurs. El títol, "It's My Time". El concurs per triar intèrpret, "Your country needs you", va ser tot un èxit. El va guanyar Jade Ewen favorita per les enquestes a Moscou i va entrar al top 5, ja que va classificar-se en la 5a posició. Després d'aquest èxit, en 2010 es va seguir amb el mateix format, en aquest cas la composició va ser encarregada al conegut Pete Waterman, de Stock, Aitken & Waterman. Amb el seu tema "That sounds good to me ", interpretat per Josh Dubovie al Festival d'Eurovisió, van tornar a quedar en l'últim lloc (25è), amb tan sols 10 punts. En 2011, per primera vegada la BBC va seleccionar internament tant cançó com a intèrpret, i va confiar aquesta vegada la representació a un grup ja popular en tot Europa, Blue. Amb la cançó "I can" van obtenir una estimable 11a posició, encara que per sota de les expectatives generades. En 2012, van triar internament el veterà crooner Engelbert Humperdinck, amb el qual van tornar als últims llocs (25è) amb 12 punts.
En 2013, la triada va ser la veterana cantant galesa Bonnie Tyler, qui va quedar en un modest lloc (19è) amb 23 punts.
En 2014, Molly va quedar en 17è lloc amb 40 punts, malgrat ser una de les favorites d'aquest any.
En 2015, van triar el duo Electro Velvet. A pesar que les apostes els situaven en la 16a posició, van quedar en el lloc 24è amb 5 punts, és a dir, la segona pitjor puntuació obtinguda després del 0 de 2003. En 2016, hi van tornar les preseleccions amb Eurovision: You decide, quan Joe and Jake van ser els representants britànics i, a pesar del fet que eren favorits en les apostes que els donaven un lloc 8è, finalment van ocupar la 24a posició amb 62 punts. Lucie Jones va córrer millor sort amb la potent balada "Never Give Up on You" en 2017, ja que va quedar en la 15a posició amb 111 punts. Un any després, SuRie, qui va patir la interrupció de la seva actuació per part d'un espontani, va tornar al 24è lloc amb 48 punts. Pitjor encara va ser el resultat de Michael Rice en 2019, ja que va quedar últim (26) amb onze punts.

## Participacions
Llegenda
| Any                         | Seu                | Artista                     | Cançó                                  | Final               | Punts               | Semifinal                   | Punts                       |
| --------------------------- | ------------------ | --------------------------- | -------------------------------------- | ------------------- | ------------------- | --------------------------- | --------------------------- |
| 1957                        | Frankfurt del Main | Patricia Bredin             | «All»                                  | 7                   | 6                   | No va haver-hi semifinals   | No va haver-hi semifinals   |
| No hi va participar en 1958 |                    |                             |                                        |                     |                     |                             |                             |
| 1959                        | Canes              | Pearl Carr & Teddy Johnson  | «Sing little Birdie»                   | 2                   | 16                  | No va haver-hi semifinals   | No va haver-hi semifinals   |
| 1960                        | Londres            | Bryan Johnson               | «Looking high, high, high»             | 2                   | 25                  | No va haver-hi semifinals   | No va haver-hi semifinals   |
| 1961                        | Canes              | The Allisons                | «Are you sure?»                        | 2                   | 24                  | No va haver-hi semifinals   | No va haver-hi semifinals   |
| 1962                        | Luxemburg          | Ronnie Carroll              | «Ring-a-ding Girl»                     | 5                   | 10                  | No va haver-hi semifinals   | No va haver-hi semifinals   |
| 1963                        | Londres            | Ronnie Carroll              | «Say wonderful Things»                 | 4                   | 28                  | No va haver-hi semifinals   | No va haver-hi semifinals   |
| 1964                        | Copenhaguen        | Matt Monro                  | «I love the little Things»             | 2                   | 17                  | No va haver-hi semifinals   | No va haver-hi semifinals   |
| 1965                        | Nàpols             | Kathy Kirby                 | «I belong»                             | 2                   | 26                  | No va haver-hi semifinals   | No va haver-hi semifinals   |
| 1966                        | Luxemburg          | Kenneth McKellar            | «A Man without Love»                   | 9                   | 8                   | No va haver-hi semifinals   | No va haver-hi semifinals   |
| 1967                        | Viena              | Sandie Shaw                 | «Puppet on a String»                   | 1                   | 47                  | No va haver-hi semifinals   | No va haver-hi semifinals   |
| 1968                        | Londres            | Cliff Richard               | «Congratulations»                      | 2                   | 28                  | No va haver-hi semifinals   | No va haver-hi semifinals   |
| 1969                        | Madrid             | Lulu                        | «Boom Bang-a-Bang»                     | 1                   | 18                  | No va haver-hi semifinals   | No va haver-hi semifinals   |
| 1970                        | Amsterdam          | Mary Hopkin                 | «Knock, knock, who's there?»           | 2                   | 26                  | No va haver-hi semifinals   | No va haver-hi semifinals   |
| 1971                        | Dublín             | Clodagh Rodgers             | «Jack in the Box»                      | 4                   | 98                  | No va haver-hi semifinals   | No va haver-hi semifinals   |
| 1972                        | Edimburg           | The New Seekers             | «Beg, steal or borrow»                 | 2                   | 114                 | No va haver-hi semifinals   | No va haver-hi semifinals   |
| 1973                        | Luxemburg          | Cliff Richard               | «Power to all our Friends»             | 3                   | 123                 | No va haver-hi semifinals   | No va haver-hi semifinals   |
| 1974                        | Brighton           | Olivia Newton-John          | «Long live Love»                       | 4                   | 14                  | No va haver-hi semifinals   | No va haver-hi semifinals   |
| 1975                        | Estocolm           | The Shadows                 | «Let me be the one»                    | 2                   | 138                 | No va haver-hi semifinals   | No va haver-hi semifinals   |
| 1976                        | La Haia            | Brotherhood of Man          | «Save your kisses for me»              | 1                   | 164                 | No va haver-hi semifinals   | No va haver-hi semifinals   |
| 1977                        | Londres            | Lynsey de Paul i Mike Moran | «Rock Bottom»                          | 2                   | 121                 | No va haver-hi semifinals   | No va haver-hi semifinals   |
| 1978                        | París              | Co-Co                       | «The bad old Days»                     | 11                  | 61                  | No va haver-hi semifinals   | No va haver-hi semifinals   |
| 1979                        | Jerusalem          | Black Lace                  | «Mary Ann»                             | 7                   | 73                  | No va haver-hi semifinals   | No va haver-hi semifinals   |
| 1980                        | La Haia            | Prima Donna                 | «Love enough for two»                  | 3                   | 106                 | No va haver-hi semifinals   | No va haver-hi semifinals   |
| 1981                        | Dublín             | Bucks Fizz                  | «Making your mind up»                  | 1                   | 136                 | No va haver-hi semifinals   | No va haver-hi semifinals   |
| 1982                        | Harrogate          | Bardo                       | «One step further»                     | 7                   | 76                  | No va haver-hi semifinals   | No va haver-hi semifinals   |
| 1983                        | Múnic              | Sweet Dreams                | «I'm never giving up»                  | 6                   | 79                  | No va haver-hi semifinals   | No va haver-hi semifinals   |
| 1984                        | Luxemburg          | Belle & The Devotions       | «Love games»                           | 7                   | 63                  | No va haver-hi semifinals   | No va haver-hi semifinals   |
| 1985                        | Göteborg           | Vikki Watson                | «Love is»                              | 4                   | 100                 | No va haver-hi semifinals   | No va haver-hi semifinals   |
| 1986                        | Bergen             | Ryder                       | «Runner in the Night»                  | 7                   | 72                  | No va haver-hi semifinals   | No va haver-hi semifinals   |
| 1987                        | Brussel·les        | Rikki                       | «Only the Light»                       | 13                  | 47                  | No va haver-hi semifinals   | No va haver-hi semifinals   |
| 1988                        | Dublín             | Scott Fitzgerald            | «Go»                                   | 2                   | 136                 | No va haver-hi semifinals   | No va haver-hi semifinals   |
| 1989                        | Lausana            | Live Report                 | «Why do I always get it wrong?»        | 2                   | 130                 | No va haver-hi semifinals   | No va haver-hi semifinals   |
| 1990                        | Zagreb             | Emma                        | «Give a little Love back to the World» | 6                   | 87                  | No va haver-hi semifinals   | No va haver-hi semifinals   |
| 1991                        | Roma               | Samantha Janus              | «A Message To Your Heart»              | 10                  | 47                  | No va haver-hi semifinals   | No va haver-hi semifinals   |
| 1992                        | Malmö              | Michael Ball                | «One Step Out Of Time»                 | 2                   | 139                 | No va haver-hi semifinals   | No va haver-hi semifinals   |
| 1993                        | Millstreet         | Sonia                       | «Better The Devil You Know»            | 2                   | 164                 | Kvalifikacija za Millstreet | Kvalifikacija za Millstreet |
| 1994                        | Dublín             | Frances Ruffelle            | «Lonely Symphony»                      | 10                  | 63                  | No va haver-hi semifinals   | No va haver-hi semifinals   |
| 1995                        | Dublín             | Love City Groove            | «Love City Groove»                     | 11                  | 76                  | No va haver-hi semifinals   | No va haver-hi semifinals   |
| 1996                        | Oslo               | Gina G                      | «Ooh Aah... Just A Little Bit»         | 8                   | 77                  | 3                           | 153                         |
| 1997                        | Dublín             | Katrina & The Waves         | «Love Shine a Light»                   | 1                   | 227                 | No va haver-hi semifinals   | No va haver-hi semifinals   |
| 1998                        | Birmingham         | Imaani                      | «Where are you?»                       | 2                   | 166                 | No va haver-hi semifinals   | No va haver-hi semifinals   |
| 1999                        | Jerusalem          | Precious                    | «Say it again»                         | 13                  | 38                  | No va haver-hi semifinals   | No va haver-hi semifinals   |
| 2000                        | Estocolm           | Nicki French                | «Don't play that Song again»           | 16                  | 28                  | No va haver-hi semifinals   | No va haver-hi semifinals   |
| 2001                        | Copenhaguen        | Lindsay Dracass             | «No Dream impossible»                  | 15                  | 28                  | No va haver-hi semifinals   | No va haver-hi semifinals   |
| 2002                        | Tallinn            | Jessica Garlick             | «Come back»                            | 3                   | 111                 | No va haver-hi semifinals   | No va haver-hi semifinals   |
| 2003                        | Riga               | Jemini                      | «Cry Baby»                             | 26                  | 0                   | No va haver-hi semifinals   | No va haver-hi semifinals   |
| 2004                        | Istanbul           | James Fox                   | «Hold on to our Love»                  | 16                  | 29                  | Membre del "Big 4"          | Membre del "Big 4"          |
| 2005                        | Kíev               | Javine                      | «Touch my Fire»                        | 22                  | 18                  | Membre del "Big 4"          | Membre del "Big 4"          |
| 2006                        | Atenes             | Daz Sampson                 | «Teenage life»                         | 19                  | 25                  | Membre del "Big 4"          | Membre del "Big 4"          |
| 2007                        | Hèlsinki           | Scooch                      | «Flying the flag (for you)»            | 23                  | 19                  | Membre del "Big 4"          | Membre del "Big 4"          |
| 2008                        | Belgrad            | Andy Abraham                | «Even if»                              | 25                  | 14                  | Membre del "Big 4"          | Membre del "Big 4"          |
| 2009                        | Moscou             | Jade Ewen                   | «It's My Time»                         | 5                   | 173                 | Membre del "Big 4"          | Membre del "Big 4"          |
| 2010                        | Oslo               | Josh Dubovie                | «That sounds good to me»               | 25                  | 10                  | Membre del "Big 4"          | Membre del "Big 4"          |
| 2011                        | Düsseldorf         | Blue                        | «I Can»                                | 11                  | 100                 | Membre del "Big 5"          | Membre del "Big 5"          |
| 2012                        | Bakú               | Engelbert Humperdinck       | «Love will set you free»               | 25                  | 12                  | Membre del "Big 5"          | Membre del "Big 5"          |
| 2013                        | Malmö              | Bonnie Tyler                | «Believe in Me»                        | 19                  | 23                  | Membre del "Big 5"          | Membre del "Big 5"          |
| 2014                        | Copenhaguen        | Molly                       | «Children of the Universe»             | 17                  | 40                  | Membre del "Big 5"          | Membre del "Big 5"          |
| 2015                        | Viena              | Electro Velvet              | «Still In Love With You»               | 24                  | 5                   | Membre del "Big 5"          | Membre del "Big 5"          |
| 2016                        | Estocolm           | Joe & Jake                  | «You're not alone»                     | 24                  | 62                  | Membre del "Big 5"          | Membre del "Big 5"          |
| 2017                        | Kíev               | Lucie Jones                 | «Never give up on you»                 | 15                  | 111                 | Membre del "Big 5"          | Membre del "Big 5"          |
| 2018                        | Lisboa             | SuRie                       | «Storm»                                | 24                  | 48                  | Membre del "Big 5"          | Membre del "Big 5"          |
| 2019                        | Tel-Aviv           | Michael Rice                | «Bigger than Us»                       | 26                  | 11                  | Membre del "Big 5"          | Membre del "Big 5"          |
| 2020                        | Rotterdam          | James Newman                | «My Last Breath»                       | Festival cancel·lat | Festival cancel·lat | Membre del "Big 5"          | Membre del "Big 5"          |
| 2021                        | Rotterdam          | James Newman                | «Embers»                               | 26                  | 0                   | Membre del "Big 5"          | Membre del "Big 5"          |
| 2022                        | Torí               | Sam Ryder                   | «Space Man»                            | 2                   | 466                 | Membre del "Big 5"          | Membre del "Big 5"          |
| 2023                        | Liverpool          | Mae Muller                  | «I Wrote a Song»                       | 25                  | 24                  | País amfitrió               | País amfitrió               |
| 2024                        | Malmö              | Olly Alexander              | «Dizzy»                                | 18                  | 46                  | Membre del "Big 5"          | Membre del "Big 5"          |
| 2025                        | Basilea            | Remember Monday             | «What the hell just happened?»         | 19                  | 88                  | Membre del "Big 5"          | Membre del "Big 5"          |
| 2026                        | Àustria            |                             |                                        |                     |                     | Membre del "Big 5"          | Membre del "Big 5"          |

## Festivals organitzats al Regne Unit
Llegenda
| Edició                                | Ciutat seu | Localització                   | Presentandors                                                 |
| ------------------------------------- | ---------- | ------------------------------ | ------------------------------------------------------------- |
| Festival de la Cançó d'Eurovisió 1960 | Londres    | Royal Festival Hall            | Katie Boyle                                                   |
| Festival de la Cançó d'Eurovisió 1963 | Londres    | BBC Television Centre          | Katie Boyle                                                   |
| Festival de la Cançó d'Eurovisió 1968 | Londres    | Royal Albert Hall              | Katie Boyle                                                   |
| Festival de la Cançó d'Eurovisió 1972 | Edimburg   | Usher Hall                     | Moira Shearer                                                 |
| Festival de la Cançó d'Eurovisió 1974 | Brighton   | Brighton Dome                  | Katie Boyle                                                   |
| Festival de la Cançó d'Eurovisió 1977 | Londres    | Wembley Conference Centre      | Angela Rippon                                                 |
| Festival de la Cançó d'Eurovisió 1982 | Harrogate  | Harrogate International Centre | Jan Leeming                                                   |
| Festival de la Cançó d'Eurovisió 1998 | Birmingham | National Indoor Arena          | Ulrika Jonsson i Terry Wogan                                  |
| Festival de la Cançó d'Eurovisió 2023 | Liverpool  | M&S Bank Arena                 | Hannah Waddingham, Alesha Dixon, Julia Sanina i Graham Norton |

## Votació del Regne Unit
Fins a 2019, la votació del Regne Unit ha estat:
| Més punts atorgats només en la gran final | Més punts atorgats només en la gran final | Més punts atorgats només en la gran final |
| Pos.                                      | País                                      | Punts                                     |
| ----------------------------------------- | ----------------------------------------- | ----------------------------------------- |
| 1                                         | Irlanda                                   | 253                                       |
| 2                                         | Suècia                                    | 224                                       |
| 3                                         | Alemanya                                  | 171                                       |
| 4                                         | Suïssa                                    | 168                                       |
| 5                                         | Dinamarca                                 | 135                                       |
| 5                                         | Israel                                    | 135                                       |

| Més punts atorgats en semifinals i final | Més punts atorgats en semifinals i final | Més punts atorgats en semifinals i final |
| Pos.                                     | País                                     | Punts                                    |
| ---------------------------------------- | ---------------------------------------- | ---------------------------------------- |
| 1                                        | Irlanda                                  | 325                                      |
| 2                                        | Suècia                                   | 278                                      |
| 3                                        | Suïssa                                   | 183                                      |
| 4                                        | Lituània                                 | 181                                      |
| 5                                        | Israel                                   | 180                                      |

| Més punts rebuts | Més punts rebuts | Més punts rebuts |
| Pos.             | País             | Punts            |
| ---------------- | ---------------- | ---------------- |
| 1                | Irlanda          | 252              |
| 2                | Suïssa           | 207              |
| 3                | França           | 195              |
| 4                | Àustria          | 189              |
| 5                | Alemanya         | 187              |

## 12 punts
- El Regne Unit ha donat 12 punts a:

| Any  | País      |
| ---- | --------- |
| 2004 | Grècia    |
| 2005 | Irlanda   |
| 2006 | Finlàndia |
| 2007 | Turquia   |
| 2008 | Xipre     |
| 2009 | Turquia   |
| 2010 | Romania   |
| 2011 | Lituània  |
| 2012 | Malta     |
| 2013 | Dinamarca |
| 2014 | Àustria   |
| 2015 | Israel    |

| Any  | Jurat              | Televot  | Conjunt              |
| ---- | ------------------ | -------- | -------------------- |
| 2016 | Geòrgia            | Lituània | Lituània             |
| 2017 | Moldàvia           | Polònia  | Portugal             |
| 2018 | Bulgària           | Lituània | Bulgària             |
| 2019 | Macedònia del Nord | Lituània | Suècia / Azerbaidjan |
| 2021 | Islàndia           | Islàndia | Islàndia             |

| Any  | País          | Any  | País       | Any  | País      |
| ---- | ------------- | ---- | ---------- | ---- | --------- |
| 1975 | Països Baixos | 1989 | Iugoslàvia | 2003 | Irlanda   |
| 1976 | Suïssa        | 1990 | Islàndia   | 2004 | Grècia    |
| 1977 | Irlanda       | 1991 | Suècia     | 2005 | Grècia    |
| 1978 | Bèlgica       | 1992 | Islàndia   | 2006 | Finlàndia |
| 1979 | Israel        | 1993 | Irlanda    | 2007 | Turquia   |
| 1980 | Irlanda       | 1994 | Polònia    | 2008 | Grècia    |
| 1981 | Suïssa        | 1995 | Israel     | 2009 | Turquia   |
| 1982 | Suïssa        | 1996 | Xipre      | 2010 | Grècia    |
| 1983 | Iugoslàvia    | 1997 | Irlanda    | 2011 | Irlanda   |
| 1984 | Dinamarca     | 1998 | Malta      | 2012 | Suècia    |
| 1985 | Noruega       | 1999 | Suècia     | 2013 | Dinamarca |
| 1986 | Alemanya      | 2000 | Dinamarca  | 2014 | Àustria   |
| 1987 | Irlanda       | 2001 | Estònia    | 2015 | Suècia    |
| 1988 | Noruega       | 2002 | Malta      |      |           |

| Any  | Jurat              | Televot  | Conjunt   |
| ---- | ------------------ | -------- | --------- |
| 2016 | Geòrgia            | Lituània | Lituània  |
| 2017 | Portugal           | Bulgària | Portugal  |
| 2018 | Àustria            | Lituània | Israel    |
| 2019 | Macedònia del Nord | Noruega  | Austràlia |
| 2021 | França             | Lituània | Islàndia  |

## Galeria d'imatges

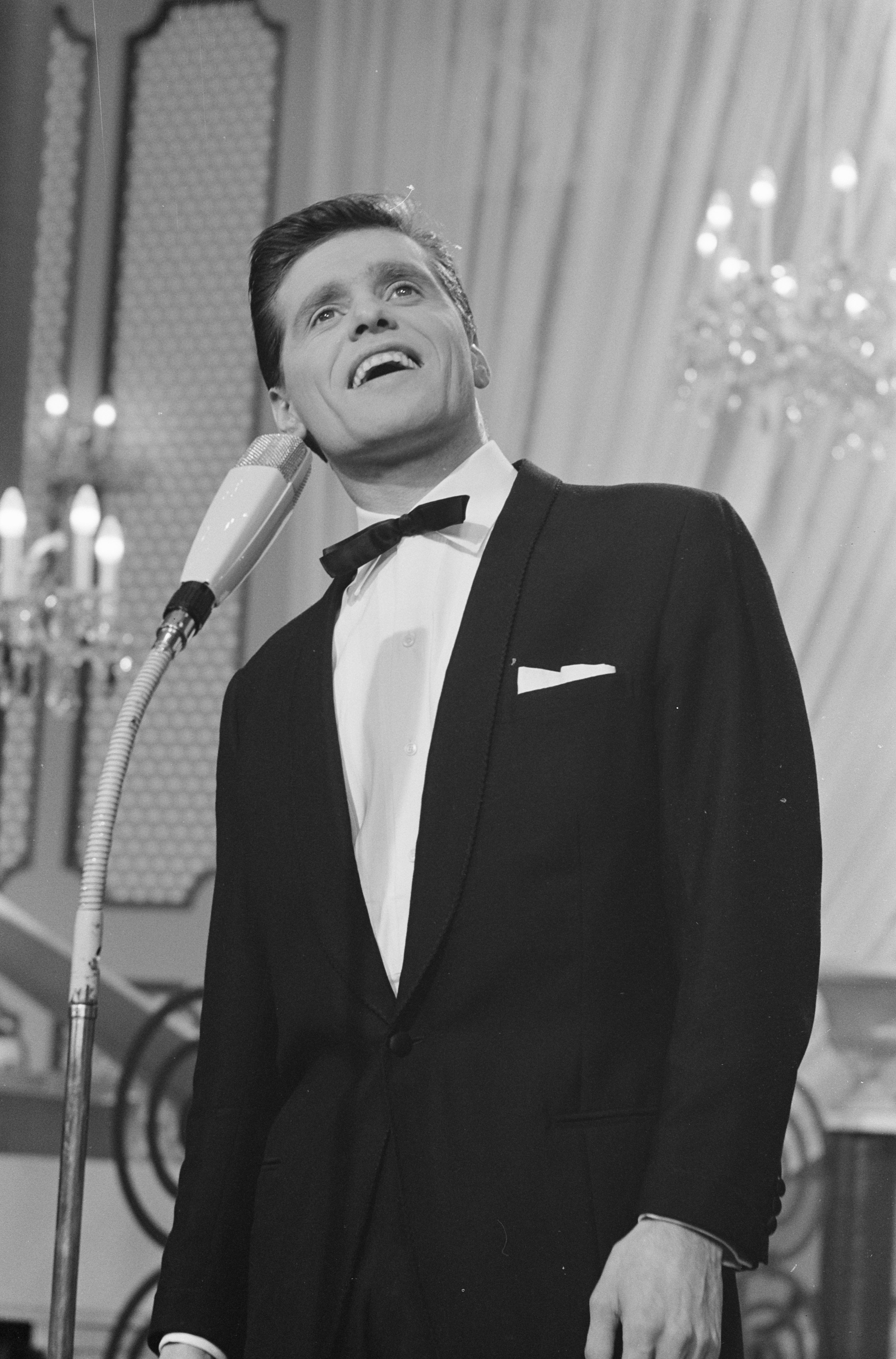
Ronnie Carroll a Luxemburg (1962)
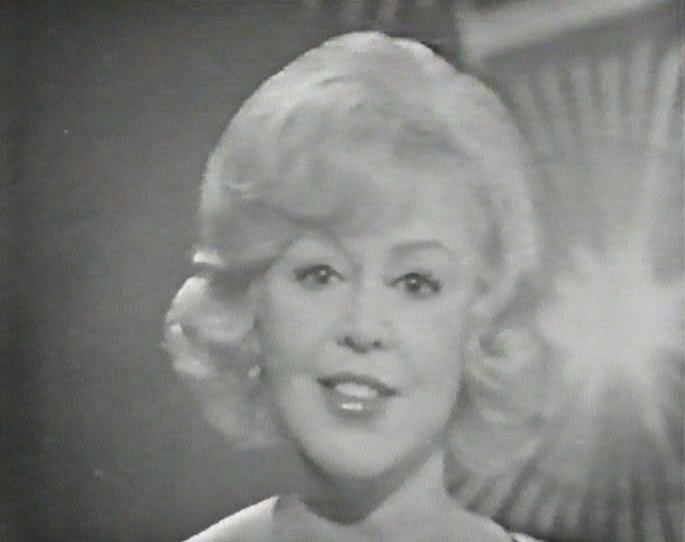
Kathy Kirby a Nàpols (1965)
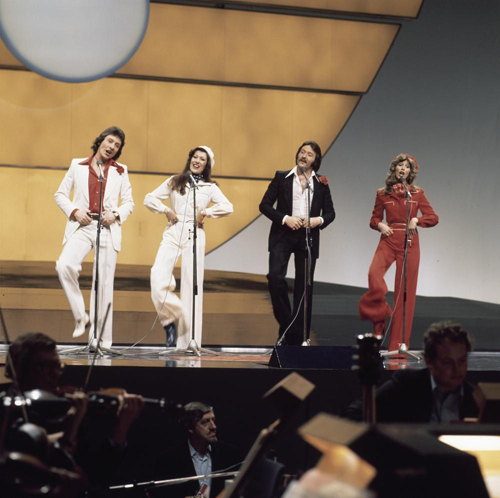
Brotherhood of Man a La Haia (1976)
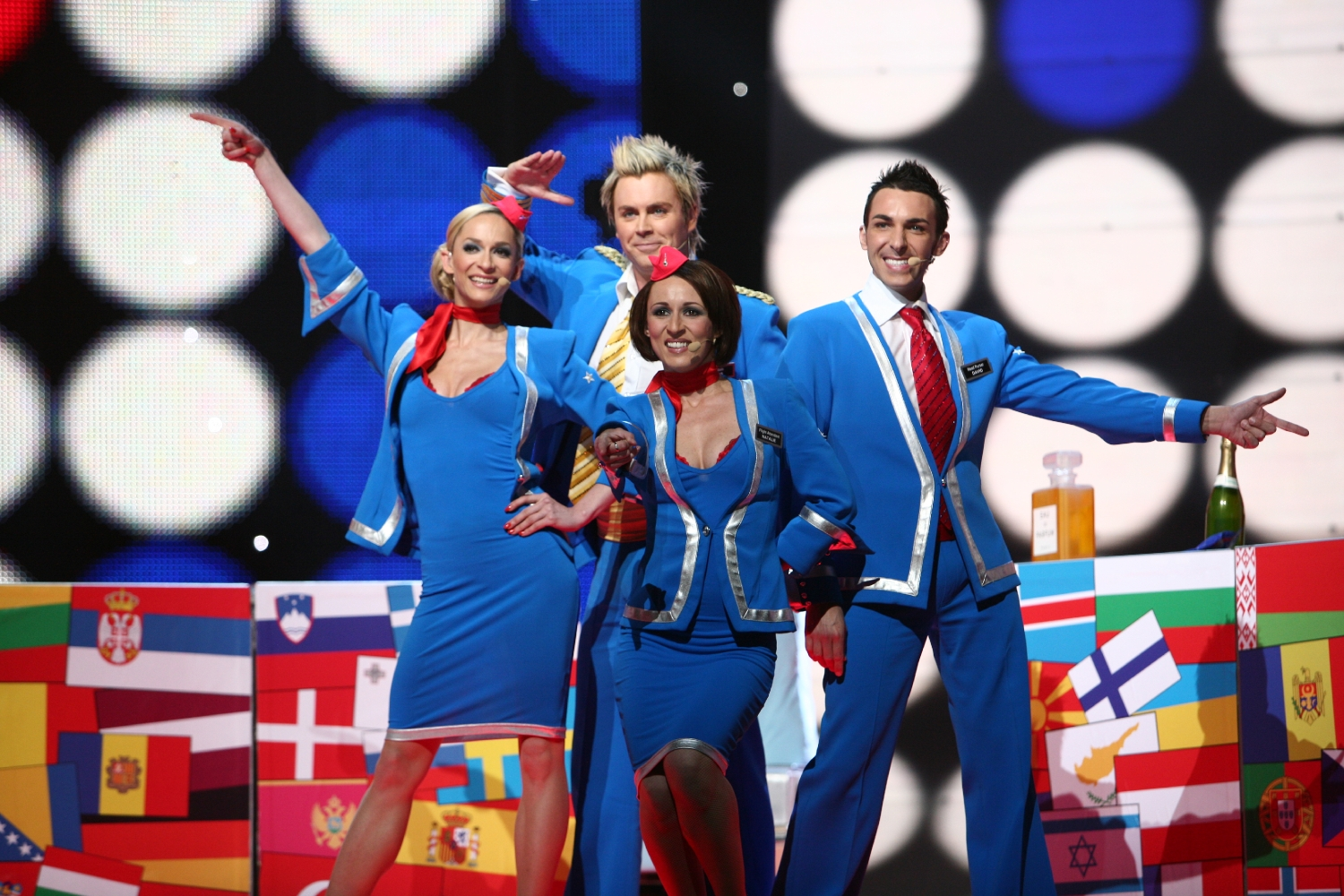
Scooch a Hèlsinki (2007)
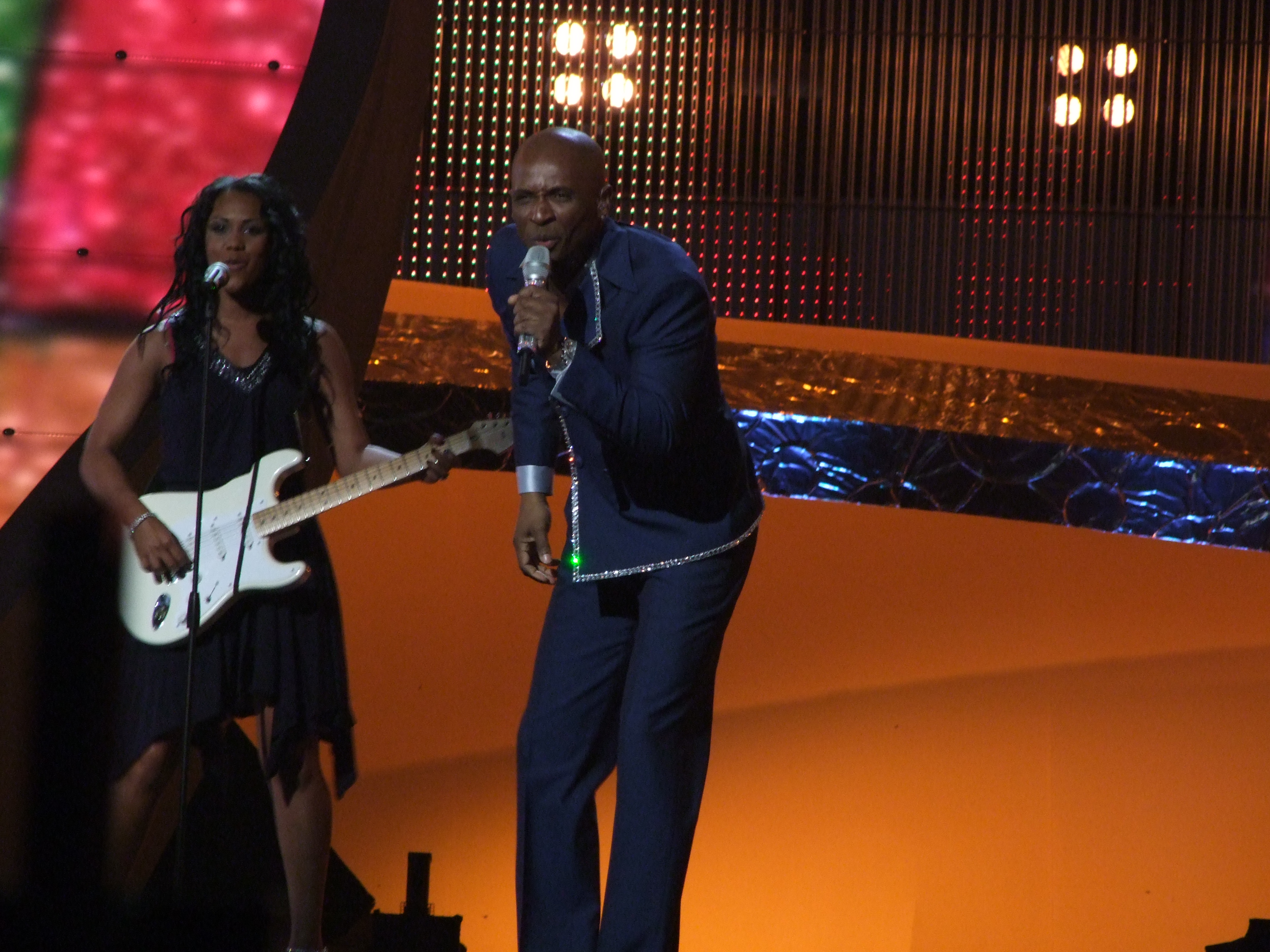
Abraham a Belgrad (2008)
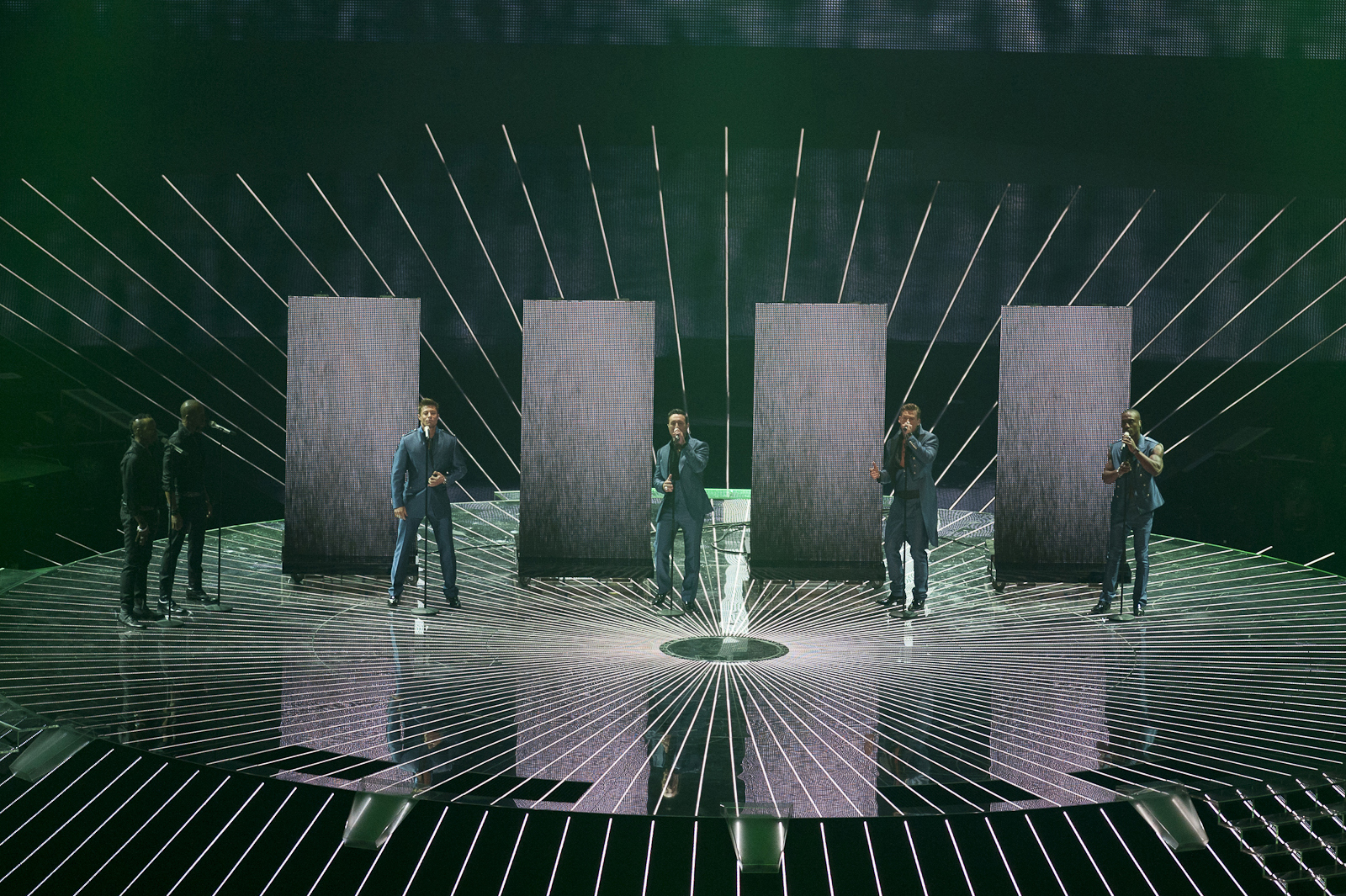
Blue a Düsseldorf (2011)
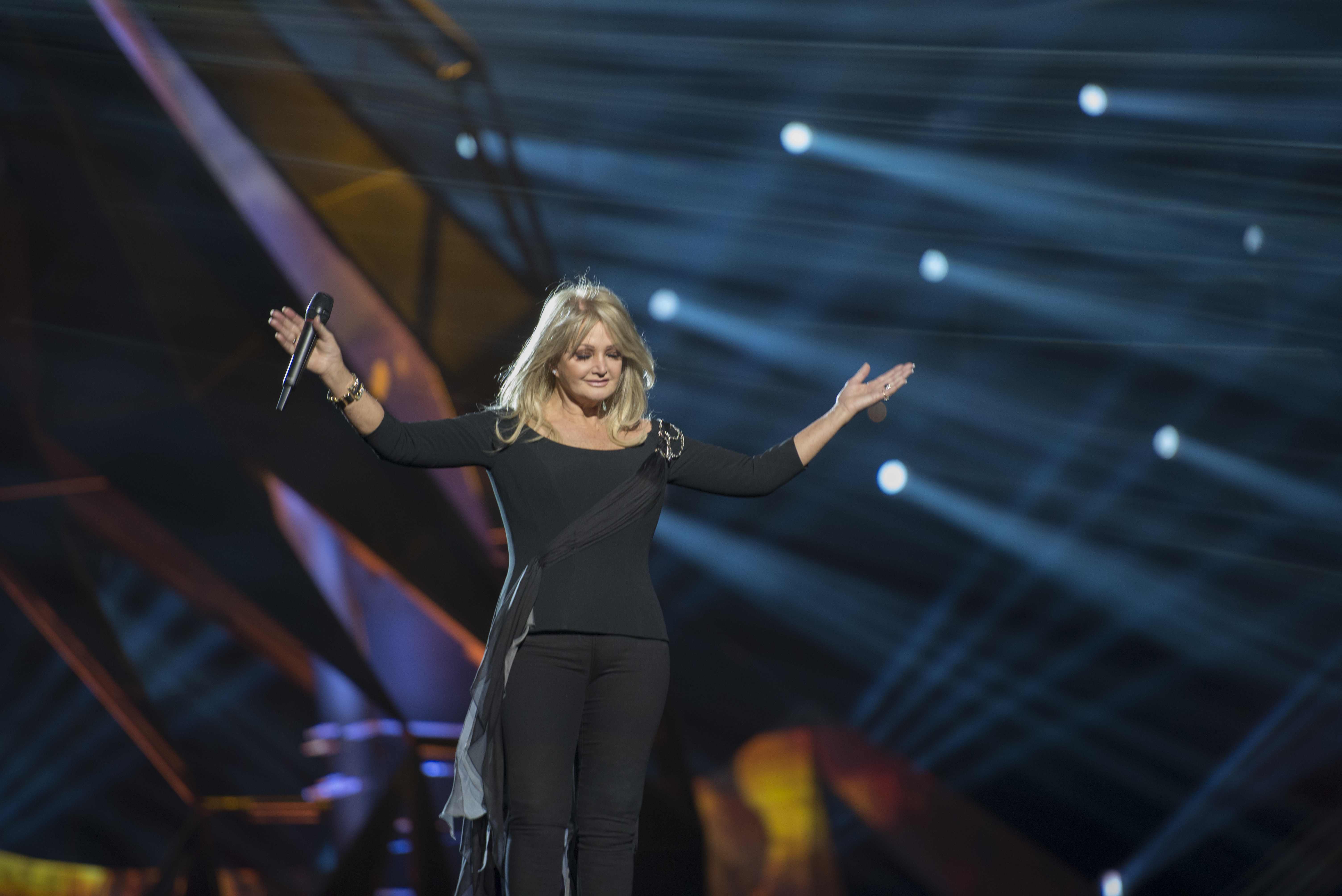
Bonnie Tyler a Malmö (2013)
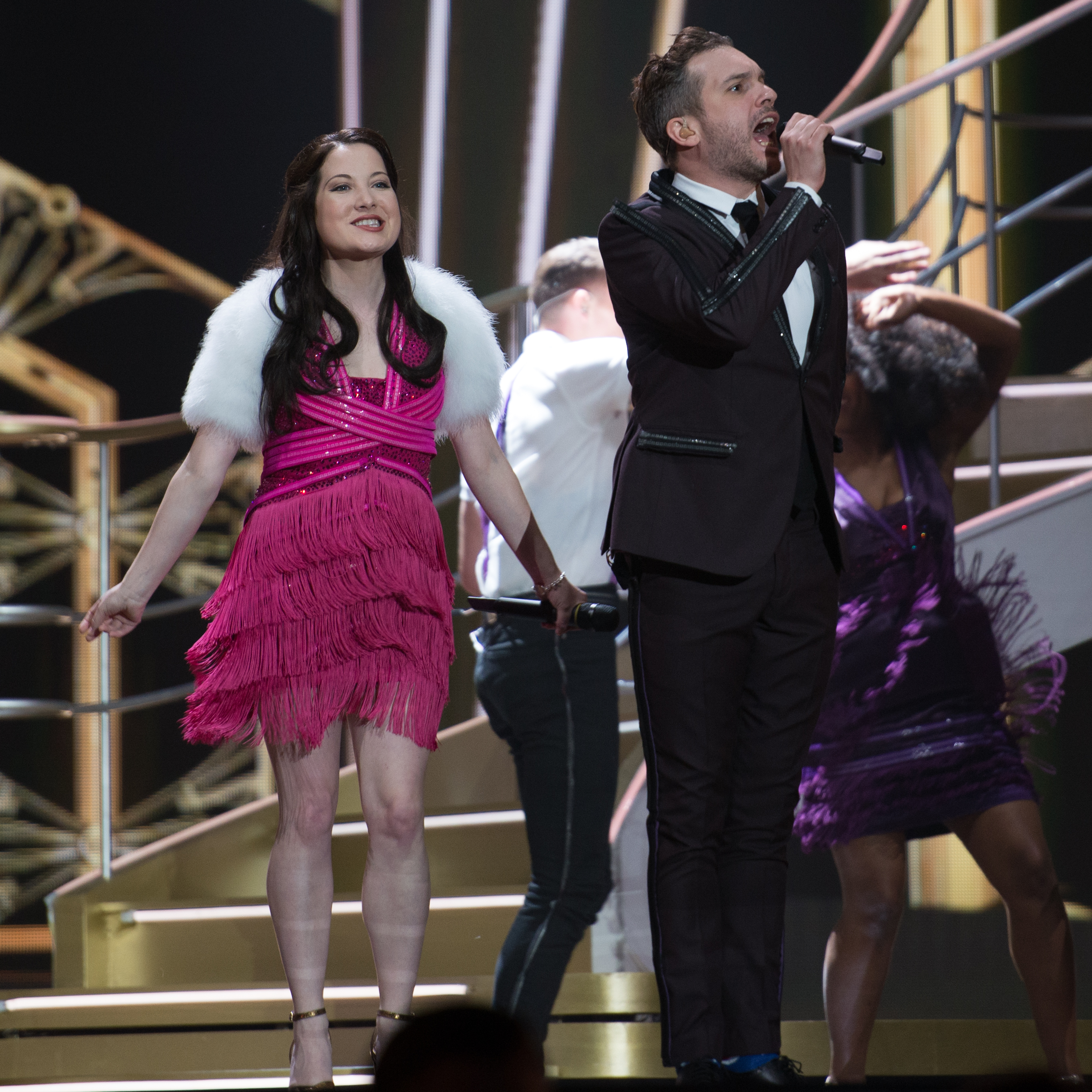
Electro Velvet a Viena (2015)
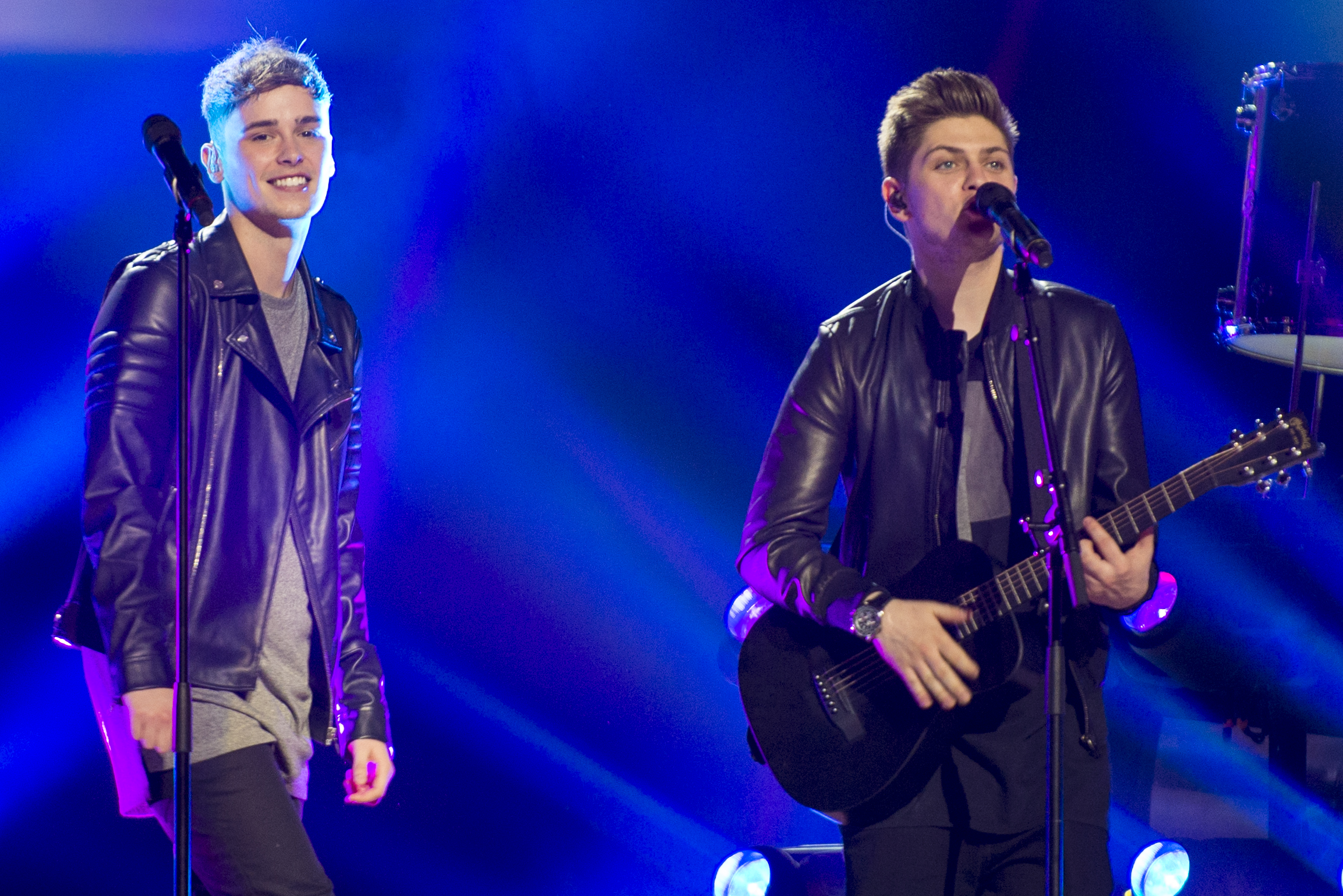
Joe and Jake a Estocolm (2016)
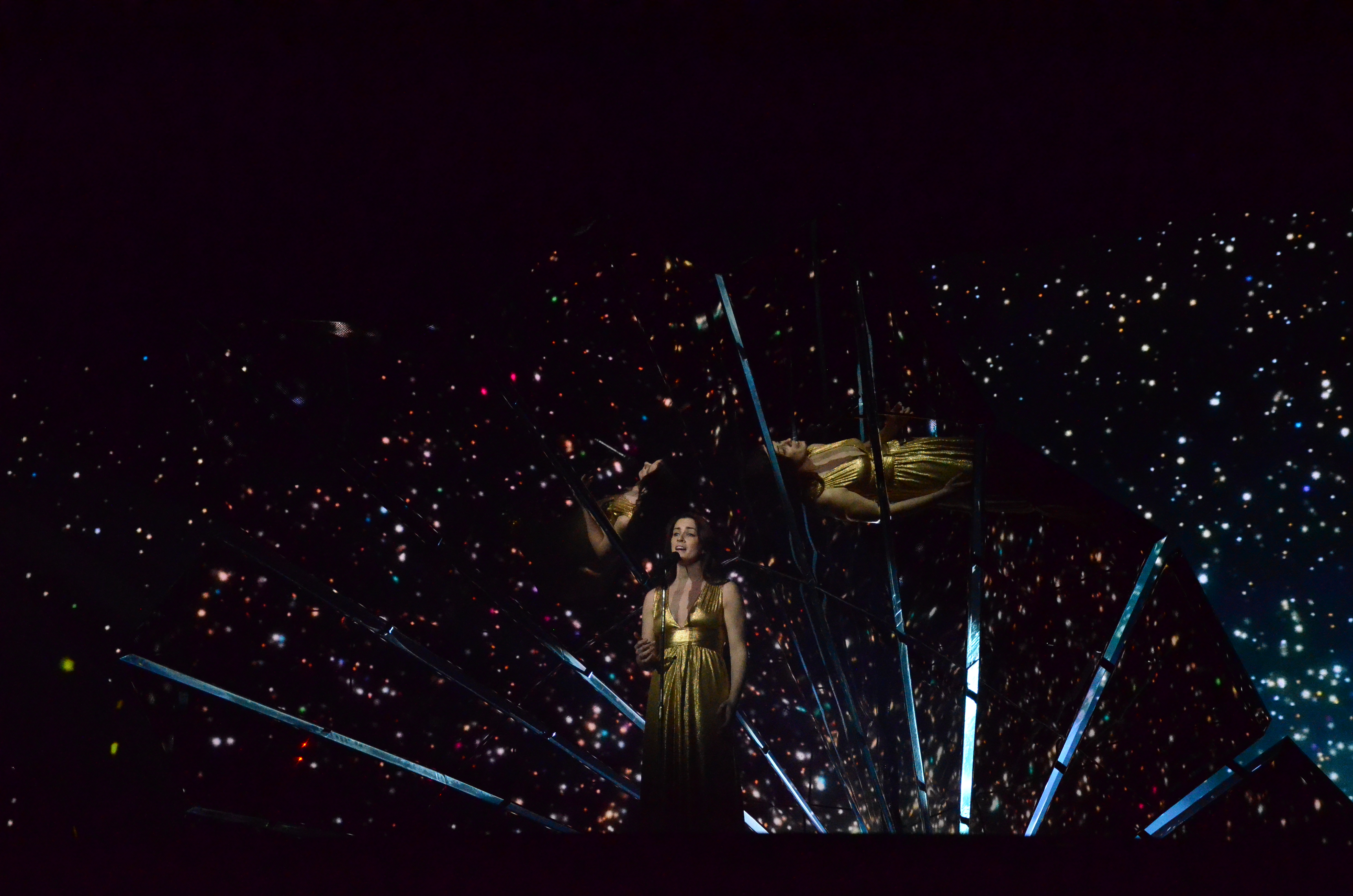
Lucie Jones a Kíev (2017)
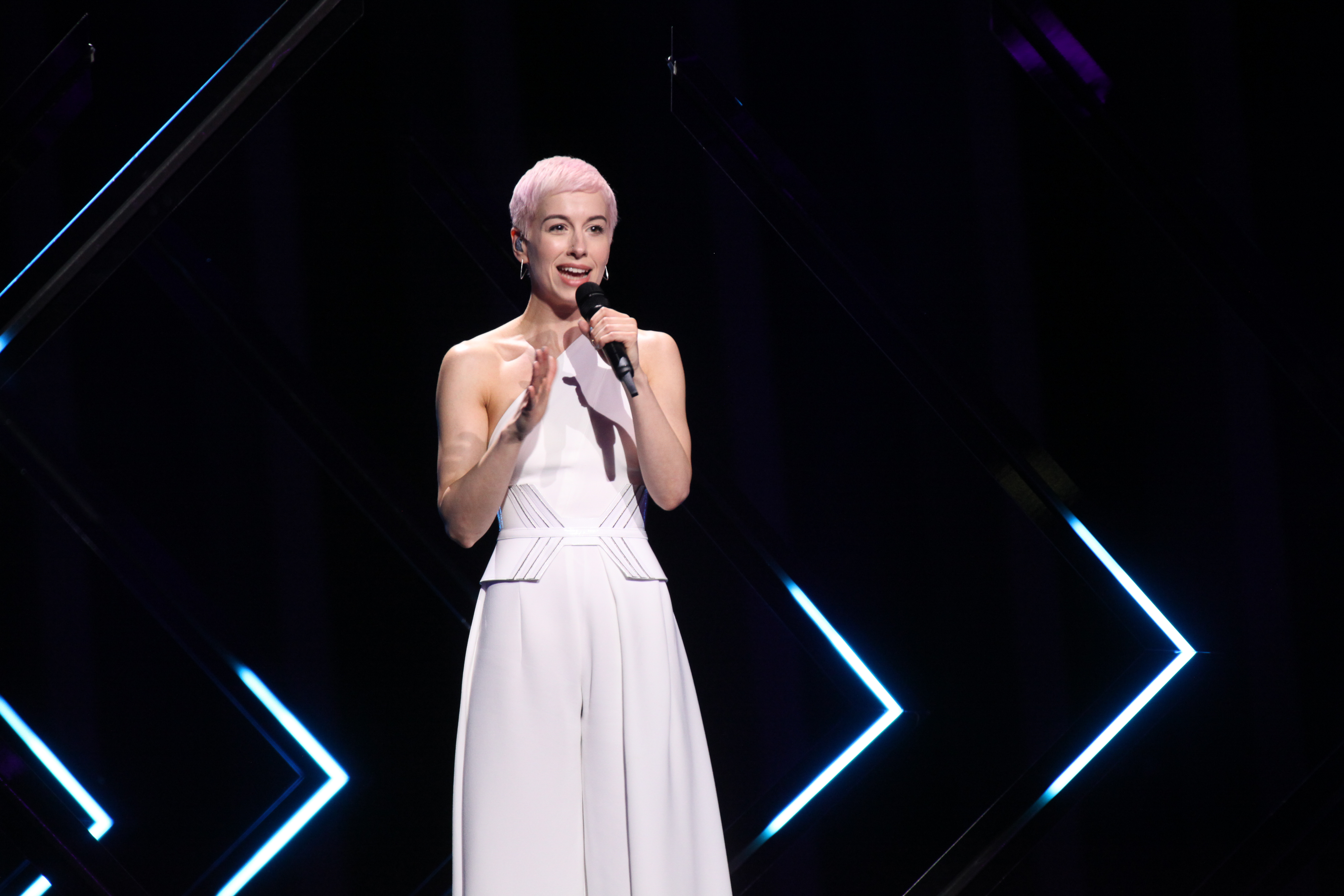
SuRie a Lisboa (2018)
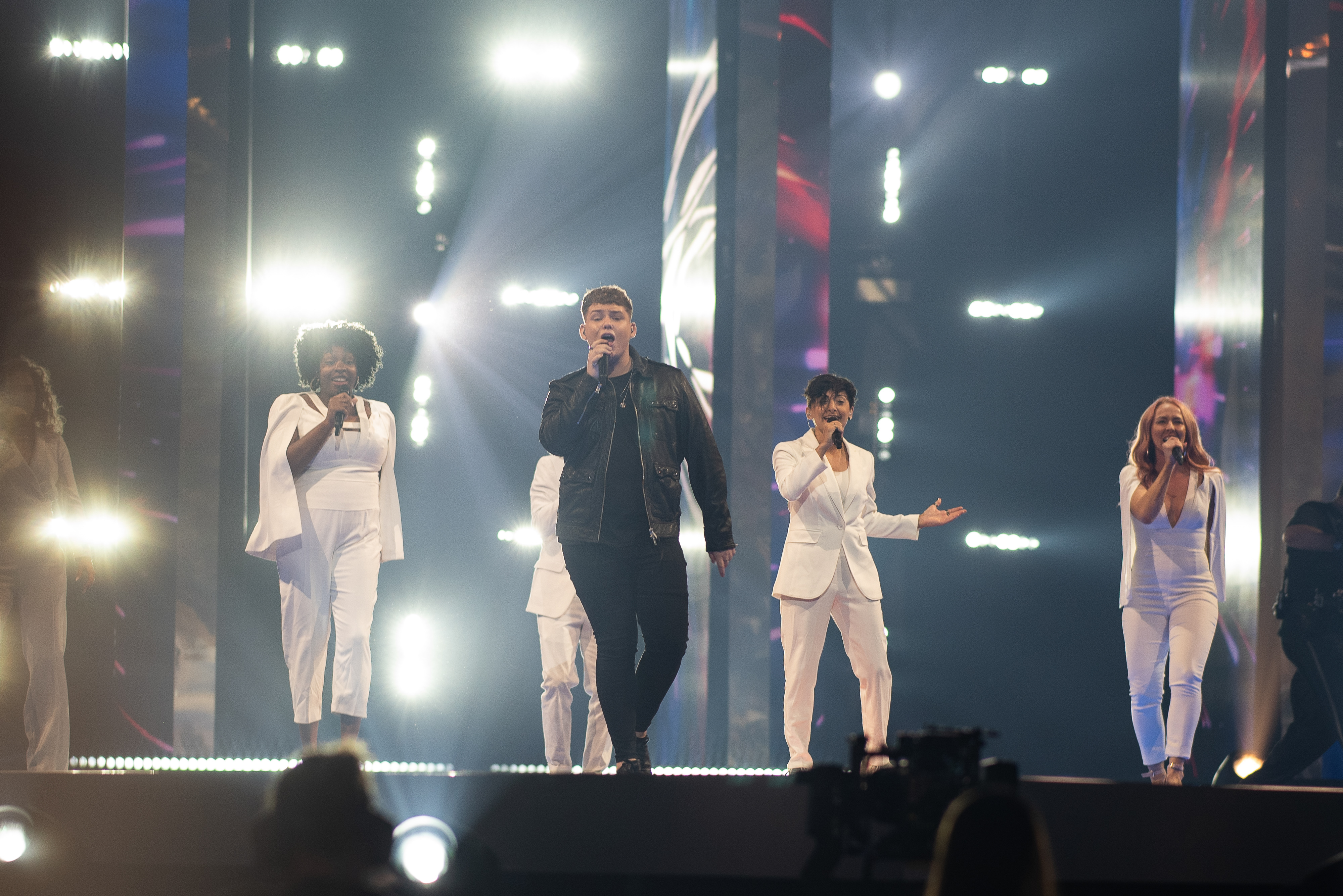
Michael Rice a Tel-Aviv (2019)